# Ambrogio Doria (senatore)
Ambrogio Doria (Genova, 12 agosto 1826 – Genova, 14 giugno 1912) è stato un politico italiano, senatore del Regno d'Italia dalla XVI legislatura.